# Marita Payne
Marita Payne-Wiggins (née le 7 octobre 1960 à la Barbade) est une athlète canadienne spécialiste du sprint et des relais. Elle est l'actuelle codétentrice du record du Canada du 400 mètres et a détenu celui du 200.

## Carrière

### Palmarès
| Date | Compétition                | Lieu         | Résultat | Épreuve    | Performance   |
| ---- | -------------------------- | ------------ | -------- | ---------- | ------------- |
| 1979 | Coupe du monde des nations | Montréal     | 4e       | 400 mètres | 53 s 01       |
| 1981 | Coupe du monde des nations | Rome         | 3e       | 4 × 400 m  | 3 min 26 s 42 |
| 1982 | Jeux du Commonwealth       | Brisbane     | 2e       | 4 × 100 m  | 43 s 66       |
| 1983 | Championnats du monde      | Helsinki     | 5e       | 400 mètres | 50 s 06       |
| 1984 | Jeux olympiques d'été      | Los Angeles  | 4e       | 400 mètres | 49 s 91       |
| 1984 | Jeux olympiques d'été      | Los Angeles  | 2e       | 4 × 100 m  | 42 s 77       |
| 1984 | Jeux olympiques d'été      | Los Angeles  | 2e       | 4 × 400 m  | 3 min 21 s 21 |
| 1987 | Jeux panaméricains         | Indianapolis | 7e       | 400 mètres | 52 s 14       |
| 1987 | Jeux panaméricains         | Indianapolis | 2e       | 4 × 400 m  | 3 min 29 s 18 |
| 1987 | Championnats du monde      | Rome         | 4e       | 4 × 400 m  | 3 min 24 s 00 |
| 1988 | Jeux olympiques d'été      | Séoul        | —        | 4 × 400 m  | DNF           |

### Records
| Épreuve    | Performance  | Lieu        | Date            |
| ---------- | ------------ | ----------- | --------------- |
| 100 mètres | 11 s 43      | Tallahassee | 2 avril 1983    |
| 200 mètres | 22 s 62      | Edmonton    | 10 juillet 1983 |
| 400 mètres | 49 s 91 (NR) | Los Angeles | 6 août 1984     |